# Endochironomus hamatus
Endochironomus hamatus är en tvåvingeart som först beskrevs av Freeman 1957.  Endochironomus hamatus ingår i släktet Endochironomus och familjen fjädermyggor.
Artens utbredningsområde är Kongo. Inga underarter finns listade i Catalogue of Life.